# نصف‌النهار ۱۶۲ درجه شرقی
نصف‌النهار ۱۶۲ درجه شرقی ۱۶۲مین نصف‌النهار شرقی از گرینویچ است که از لحاظ زمانی ۱۰ساعت و ۴۸دقیقه با گرینویچ اختلاف زمانی دارد.
این نصف‌النهار از قطب شمال شروع و از مناطق زیر گذشته و به قطب جنوب ختم می‌شود.
- روسیه
- اقیانوس آرام